# 阿尼 (土耳其)

阿尼的旗帜

阿尼（羅馬化：Ani，羅馬化：Ánion）是中世纪亚美尼亚城市，已废，今位于土耳其共和国省份卡尔斯，毗邻该国与亚美尼亚间边境，两国边境目前不相开放。
公元961年至1045年间，阿尼为巴格拉提德亚美尼亚王国都城，其国据有今日之亚美尼亚大部以及土耳其东部地区。当时此城名声显赫，常有「一千零一座教堂之城」的称呼，不过教堂数量显然不及于此。如今考古学者及历史学者在其地发掘出教堂五十座、洞窟小堂三十三座及小圣堂二十座。阿尼坐落于多条商道交汇之处，拥有众多宗教建筑、宫殿及精巧复杂的城防工事，特出于同时期亚美尼亚王国的其他都会。在阿尼诸多建筑之中，最引人注目者当为阿尼主教座堂，其能使人联想到哥特式建筑的初期范例，学界有观点认为此堂影响了欧洲地区早期哥特式及罗马式风格的大教堂；此堂有肋架拱顶，在欧洲如此结构至少两世纪后才见于大教堂中。极盛时阿尼为世界一大都邑，人口远超十万之众，地位相当于于同期的君士坦丁堡、巴格达和开罗。
阿尼之豪华名声在外，1236年横遭蒙古人洗劫。1319年当地大震，阿尼受到重创，更因地区商道迁移，而再未恢复，于17世纪被废弃。今多有人以阿尼为亚美尼亚人之文化、宗教及国家遗产的代表。据历史学与政治学学者拉兹米克·帕诺相说法，阿尼是昔日亚美尼亚伟大之处其最能为人所见而「可感」的象征之一，由此成为自豪感之源泉。2016年，阿尼列入世界遗产名录。

## 地名
「阿尼」之名得于亚美尼亚国要塞城市阿尼-卡马赫，其城亦为异教中心，位于上亚美尼亚达拉纳吉（Դարանաղի）地区。阿尼城过去亦有「赫纳姆克」（Խնամք）之名，但历史学者尚不清楚为何有此称呼。德国语文学及语言学学者海因里希·许布施曼研究亚美尼亚语言，提出观点以此词汇或从亚美尼亚语词发展而来，为不定式，意为「照顾」。
《伊斯兰百科全书》第二版记载：「有说法认为该城得名自一座供奉伊朗女性神祇阿纳希塔（即希腊的）的神庙。」

## 地点
阿尼城位于一处三角形地块上，气象宏伟、易守难攻，其东侧有阿胡良河河谷保护，西侧则有博斯坦拉尔河（Bostanlar，又作「察格科察佐尔」河）河谷屏障。阿胡良河为阿拉克斯河支流，部分形成土耳其与亚美尼亚两国边界，今封闭。城址海拔约1340米。

## 历史
亚美尼亚巴格拉提德王朝：961年－1045年

 東羅馬帝國：1045年－1064年

 塞尔柱帝国：1064年－1072年

沙达德王朝：1072年－1199年

 格鲁吉亚王国：1124年－1236年

亚美尼亚扎卡良王朝：1201年－1360年

黑羊王朝：1360年－1380年代

 帖木儿帝国：1380年代-1430年代

白羊王朝：1430年代-1500年代

 伊朗萨非王朝：1500年代-1579年

 奥斯曼帝国：1579年－1878年

 俄罗斯帝国：1878年－1918年

外高加索民主联邦共和国：1918年

 亚美尼亚共和国：1918年－1920年

 土耳其大国民议会政府：1920年－1923年

### 早期历史
亚美尼亚编年史家如耶吉舍及拉扎里·帕尔佩齐等人于5世纪时首次提及阿尼。

### 巴格拉提德王朝都城

巴格拉提德亚美尼亚王国，约1000年

公元9世纪早期，先前卡姆萨拉坎王朝于阿尔沙鲁尼克及希拉克所占领地均已为亚美尼亚巴格拉提德王朝所领有，阿尼即在其中。王朝领袖阿绍特「姆萨克尔」（意译为食肉者阿绍特，806年－827年在位）于804年受哈里发国之命得到亚美尼亚伊什汉（իշխան；意为王公）头衔。巴格拉提德王朝初奠都于巴加兰，地在阿尼南约40公里处；后来迁都希拉卡万，地在阿尼东北约25公里处；进而又于929年迁至卡尔斯。961年，亚美尼亚王阿绍特三世（953年－977年在位）将都城从卡尔斯搬到阿尼。斯姆巴特二世（977年－989年在位）治下阿尼迅速扩张。992年亚美尼亚卡托利科斯将教座移至阿尼。10世纪时城中人口或有五到十万。阿尼有「四十城门之城」和「一千零一座教堂之城」之称，其盛名如此。巴格拉提德列王又以此地为陵寝所在。
加吉克一世于989年至1020年间在位，其治国多年间阿尼权势达到顶峰。加吉克死后，其二子为继承权相争。兄长奥瓦涅斯-斯姆巴特（1020年－1041年在位）据有阿尼，其弟阿绍特四世（1020年－1040年在位）则控制王国其他地区。王国既弱，奥瓦涅斯-斯姆巴特忧心拜占庭将攻伐之，遂定拜占庭皇帝巴西尔二世继承其位。1041年奥瓦涅斯-斯姆巴特死后，皇帝米海尔四世即宣称君临阿尼。阿尼新王加吉克二世（1042年－1045年在位）与拜占庭相抗，拜占庭数次调兵进攻阿尼，均未克。然于1046年阿尼终降于拜占庭，此前加吉克应邀前往君士坦丁堡，被拘不返，阿尼人中又有心向拜占庭者于内煽动，城池于是失守。拜占庭任命主事官员管理之。

### 文化与经济中心

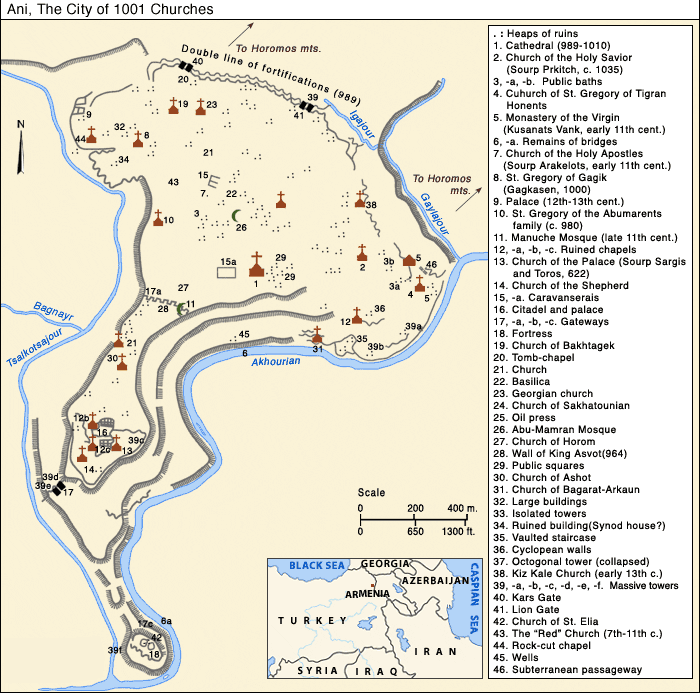
城池平面图

阿尼之所在此前本无任何重要商道经过，但其规模庞大、权势显赫、财富累积，仍成为商贸重镇。城市主要与拜占庭帝国、波斯帝国及阿拉伯人通商，也同南俄及中亚诸小邦贸易。木工艺品、金属制品、凡湖干鱼、岩盐、阿拉斯河咸鱼、染料、绢布、棉制品、皮制品及织物等等，皆为亚美尼亚高原所出产。

### 渐而衰败被弃
1064年，阿尔普·阿尔斯兰麾下塞尔柱大军进袭阿尼；围困二十五日后城破，军队屠城。土耳其人史家西布特·伊本·贾乌齐有记录对阿尼劫掠屠杀之事，其引用目击者说法如下：
操着波斯产的利剑，他们一个都不放过……那里能见到的悲痛与灾祸无论老幼。因为孩子们从母亲的怀抱中被夺走，被毫无慈悲地掷在岩石之上，而母亲们用血泪浸透孩子……城中从这头到那头满是遇害的尸体，【遇害的尸体】铺成了路【……】军队进城，屠戮城中，抢劫焚烧，留下废墟，还活着的人全部充作俘虏……死尸太多，充塞街道；不踏过去就不能走动。俘于城中者数量不下五万灵魂。我决心进城，用双眼观看这场毁灭。我努力寻找一条不用踏着尸体走过的街道，但不可能。

 — 录自Norwich, John Julius. . New York: Viking. 1991: 342–343. ISBN 978-0-394-53779-5.
1072年，塞尔柱人将阿尼售与信仰伊斯兰教的库尔德王家沙达德家族。其家总体上对城中占压倒性数量的亚美尼亚人及基督徒人口采怀柔政策，实际也与巴格拉提德家族中数名族人通婚。每当沙达德之统治倾于过分苛厉，城人即呼请基督教王国格鲁吉亚予以帮助。格鲁吉亚人在1124年至1209年间曾数次攻克阿尼，分别为1124年、1161年、1174年、1199年及1204年合五次。前三次沙达德王朝均夺回阿尼。而1199年格鲁吉亚塔玛尔女王复克阿尼，于1201年将城交与姆哈尔格尔泽利家之扎卡列及伊瓦涅（ივანე）二将管辖。前者之位由其子沙希恩沙赫一世（Շահնշահ Ա）继承。扎卡列所立新朝即扎卡良王朝，自居为巴格拉提德王朝之后继。阿尼迅即重获繁荣，城防加固、许多教堂新建。1226年蒙古人包围阿尼未果，然1236年其即破城而洗劫阿尼，屠戮城中大量人口。蒙古人之下扎卡良王族仍然管治阿尼，为格鲁吉亚君主之诸侯。
到14世纪，阿尼城为一系列当地土耳其人王朝所统治，其中有黑羊王朝以其为都城。1319年，城毁于地震。1380年代，帖木儿夺占阿尼，其甫一去世黑羊王朝即重夺阿尼，惟迁都至耶烈万。1441年，亚美尼亚卡托利科斯之教座亦迁至耶烈万。其后波斯萨非王朝统治阿尼，至1579年成为土耳其人所建奥斯曼帝国之一部分为止。至少晚至17世纪中叶，城墙内仍有小镇，阿尼有童贞女堡垒，其堡垒又名「克兹卡莱西」，其内教堂中修道士之记录可晚至1735年，此后城址之有人使用与否则无据可查，或至18世纪中叶而彻底见弃。

### 现代历史

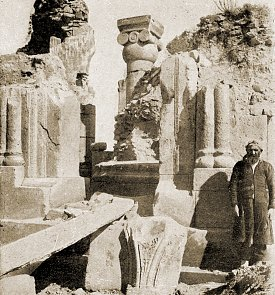
1905年至1906年间，对加吉克王之圣格列高利教堂所作考古发掘正在开展，是次发掘由尼古拉·马尔主导

19世纪上半叶，自欧洲而来的旅行者将阿尼向其城以外世界展示出来，所作描述刊登于学术杂志与旅行志上。当时阿尼城中民建房舍所余者除石堆外几无残迹，然宏伟的公共建筑及城池双层的城墙仍免于倾圮，人以其表现出「建筑的多方大美」。19世纪下半叶，摄影师奥汉涅斯·库尔克江（Ohannes Kurkdjian）为阿尼城制作出立体照片。
1878年，原在奥斯曼帝国之卡尔斯州并入俄罗斯帝国外高加索地区，阿尼亦在州内。1892年，于圣彼得堡科学院赞助下阿尼经历第一次考古发掘，而由格鲁吉亚考古学与东方学学者尼古拉·马尔总揽。马尔在阿尼的考古于1904年重新开始，此后每年组织，至1917年止。由是城中大片分区得以专业发掘，许多建筑得以出土量度，所获发现则得以研究并登上学术期刊，名胜古迹与博物馆得以有指南写就，整座古城第一次得以勘察。至于其面临坍塌危险最甚的建筑，则有紧急修复加诸其上。考古所得物件数以万计，为安置之还有博物馆建造。所建博物馆位于两座建筑中，一在梅尼奇赫尔清真寺，一在专门建造的石房。附近村镇之亚美尼亚族人亦开始定期向古城来访，而马尔团队甚至提及将建学校教育当地亚美尼亚子弟、修公园、植树以装点古城遗迹。
1918年第一次世界大战将近尾声时，亚美尼亚共和国新近宣布成立，而奥斯曼帝国军队挥师往其领地作战，于4月攻陷卡尔斯。随土军迫近，阿尼当地开始努力疏散博物馆所藏文物。约有六千最为容易转移的物件由考古学者阿什哈尔别克·卡兰塔尔（Աշխարհբեկ Քալանթար）运出，此人曾参与马尔的考古工作。得到保存的文物在东方学学者约瑟夫·奥尔别利（Հովսեփ Օրբելի）命令下合为一处入藏，如今是国立亚美尼亚历史博物馆所藏文物，此馆坐落于耶烈万。不及迁移的物件其后或遭抢掠或遭毁坏，无一幸免。一战结束后土耳其人投降，于是阿尼重归亚美尼亚管辖，惟1920年亚美尼亚共和国又罹侵攻，结果阿尼再次落入土耳其手中。1921年卡尔斯条约签订，而包括阿尼在内的此片地区之纳入土耳其共和国领土遂成定局。
1921年5月，土耳其政府高官勒扎·努尔下令要求东部战线指挥官卡泽姆·卡拉贝基尔（Kazım Karabekir）将阿尼遗留之古迹「从地球表面扫清」。卡拉贝基尔在其本人回忆录中则写道其当时坚定回绝此项命令，从未下手执行。不过毁坏实有发生，如马尔所作发掘与建筑修复等等，大部分被毁。同年10月，土耳其共和国同苏维埃俄国单独媾和，土耳其与亚美尼亚苏维埃社会主义共和国之间边界由此确定，今日依然。条约谈判中俄方谈判者加涅茨基试图使阿尼划入亚美尼亚苏维埃共和国内，惟卡拉贝基尔并未同意。
冷战期间，阿尼地处土苏边界，当时两国边界成为铁幕一部分。20世纪50年代时苏联曾对土耳其声索领土，阿尼在其中。1968年两国展开协商，本规定阿尼将转划入苏维埃亚美尼亚，而以库尔德人村庄两座划予土耳其作为交换，然而此次协商实则毫无成果。

## 现况
如今据《孤独星球》及《弗罗默旅行指南》二书对土耳其所作旅行指南，有：

参观阿尼不再需要公文批准了，直接去到古城买票即可。自己没有车，那就在卡尔斯找出租车或者面包车司机砍价，请他们载到阿尼一个来回，也可以和其他游客拼车。如果出问题，找游客咨询处可能有用。去阿尼至少要做待半日的计划。带上便当、水瓶也都不错。

从冷战期间直至2004年，去往阿尼都需土耳其文化部的批准方可成行。于某些年份所出台禁令中，朝特定方向拍照也被禁止，此时游客所带照相机会被没收，回程再归还，实际形同全城禁拍。
自亚土两国边界之亚美尼亚侧，有观景台建于希拉克州之艾卡佐尔（Հայկաձոր）村，其配备有信息牌；另有建在哈尔科夫村之哨站其风景绝好，然通路有亚美尼亚边防军及俄罗斯军事人员把守。
据《经济学人》文章，亚美尼亚人「控诉土方怀着沙文主义心态轻视这片地方。土方则驳斥称阿尼残留的古迹受到了边界亚美尼亚侧一家采石场所发爆破的震动。」
另有论者则写道如今阿尼鬼城一座，整整三世纪无人居住，又幽于土耳其的军管区中，此区在土方与现代亚美尼亚共和国边界上，而边界早已关闭、日渐衰败。阿尼近日之历史已成持续不断愈演愈烈的颓圮。轻忽、地震、文化清洗、暴殄文物、石料开采、业余修复乃至不专业的发掘——何止上述，皆使阿尼古迹背上深重损害。
美国有地标基金会，其为保护全球各处宗教圣地而建立，据其估计阿尼古城「无论其管辖权落在何处都需要得到保护。1319、1832和1988诸年的地震、军队的打靶训练以及总体上的无视全都对古城的建筑产生了毁灭性的影响。这座阿尼古城是需要持续保护的圣地。」
土耳其当局如今放出消息称其将全力保存发展此处遗址，该国文化部已将阿尼归入其最急切于保全的遗址之列。按当地主政官员穆罕默德·乌富克·埃尔登（Mehmet Ufuk Erden）所言：「通过修复阿尼，我们是要对全人类做贡献的……我们要从一座教堂、一座清真寺开始，慢慢就会把每一座单独的古迹包括进来。」
2010年10月一篇题为《救救我们正在消失的遗产》的报道中，其发布者美国全球遗产基金会将阿尼认定为全球十二处古迹之一，皆距离无可挽回之损失与毁坏「只有一步之遥」，文章列举管理不专和劫掠古迹为此处濒危的两大主因。
世界建筑文物保护组织于1996年、1998年及2000年三度将阿尼列入其一百座最濒危遗址之观察名录中。2011年5月其组织宣布于土耳其文化部之合作下开始对阿尼主教座堂及圣赎世主教堂进行维护工作。
2015年3月，有报道传出土耳其将于次年申报阿尼列入联合国教科文组织世界遗产名录。2016年7月15日，阿尼考古遗址成功申遗。据艺术史学者赫格娜·宰特良·瓦登波（Heghnar Zeitlian Watenpaugh），此一入列「将能使保护、专业研究意见和资金等方面的重大补助确保无虞。」

## 现存古迹
阿尼所有建筑物皆以当地火成玄武质岩石建造，此岩为一种凝灰岩，易于雕刻，能显现各种鲜明色彩，其色调浅如乳黄，中可玫红，深至墨黑。现存古迹中一些最重要者列如下：

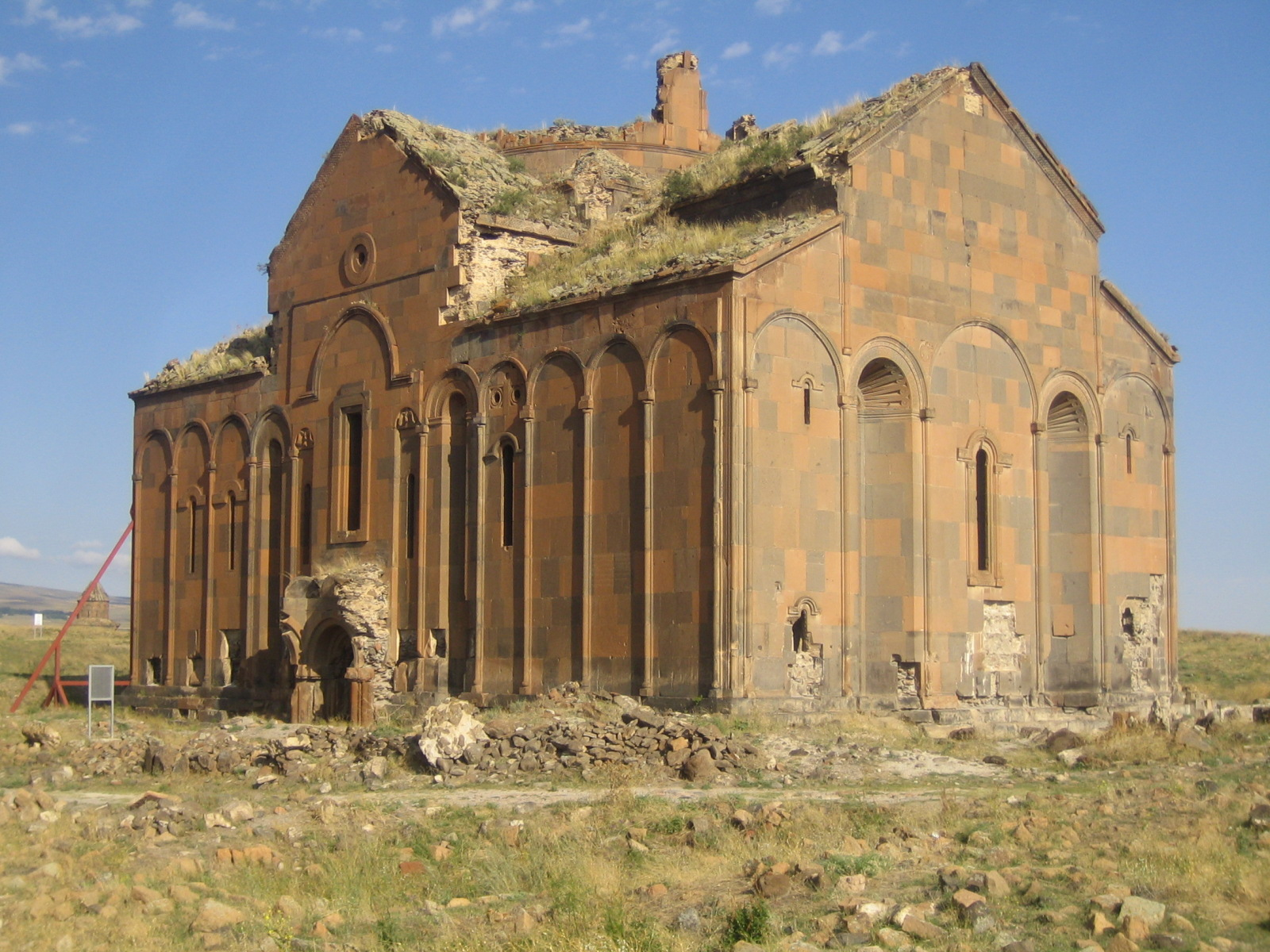
阿尼主教座堂

### 主教座堂
此堂又称为圣天主之母教堂（Սուրբ Աստվածածին），其营造工程始于公元989年，时为斯姆巴特二世国王治下。国王去世后营造停摆，直至1001年方竣工（或曰1010年，是基于对其营造铭文之不同解读）。座堂之设计出自中世纪亚美尼亚名声最盛的建筑师梯里达底之手。此堂为带有穹顶的巴西利卡（其穹顶坍塌于1319年），其内部有数处特征领先时代，如使用尖券（pointed arch）与集墩（clustered pier）者，而赋予教堂以哥特式建筑的外观，领先一般所谓哥特式建筑数个世纪。

### 圣司提反教堂
此堂并无铭文可资断定建造年代，然有格鲁吉亚文布告一篇，记录日期为1218年。有提及教堂时称其为「格鲁吉亚的」。当时「格鲁吉亚的」一词并不仅仅意味着其于族裔属格鲁吉亚人，更有教派之含义，凡居于阿尼而声明自身持守迦克墩基督教信仰者，皆为此词所能形容，而其实多为亚美尼亚人。彼时此堂虽在格鲁吉亚教会，其会众可能多数皆亚美尼亚人。

### 提格兰·霍年茨之圣格列高利教堂
此堂竣工于1215年，为阿尼保存最完好之古迹，建于扎卡良王朝治下，由亚美尼亚富商提格兰·霍年茨（Տիգրան Հոնենց）委托建造。其规划属于典型之所谓「穹顶堂」（domed hall），入口前有拜廊（narthex）及小礼拜堂等构筑之遗迹，二者建自稍晚时期。教堂外观盛为装饰，假连拱接续环绕教堂四面，二拱相接之拱肩上繁饰华丽的石雕，表现或实存或想象之诸多动物。教堂内部有一系列湿壁画组画，描绘两个主题，殊为重要而独特：教堂分为三列，其东殿组画描述启蒙者圣格列高利生平，其中殿组画则描画基督生平。此处湿壁画组画如此庞大，于亚美尼亚建筑中为罕见特色——今认为此组画作由格鲁吉亚画师经手，其中亦包含有圣尼诺之生平景象，其人带领格鲁吉亚转信基督教。教堂之拜廊及小礼拜堂中尚存不完整的湿壁画，考其风格更接近拜占庭。

### 圣赎世主教堂

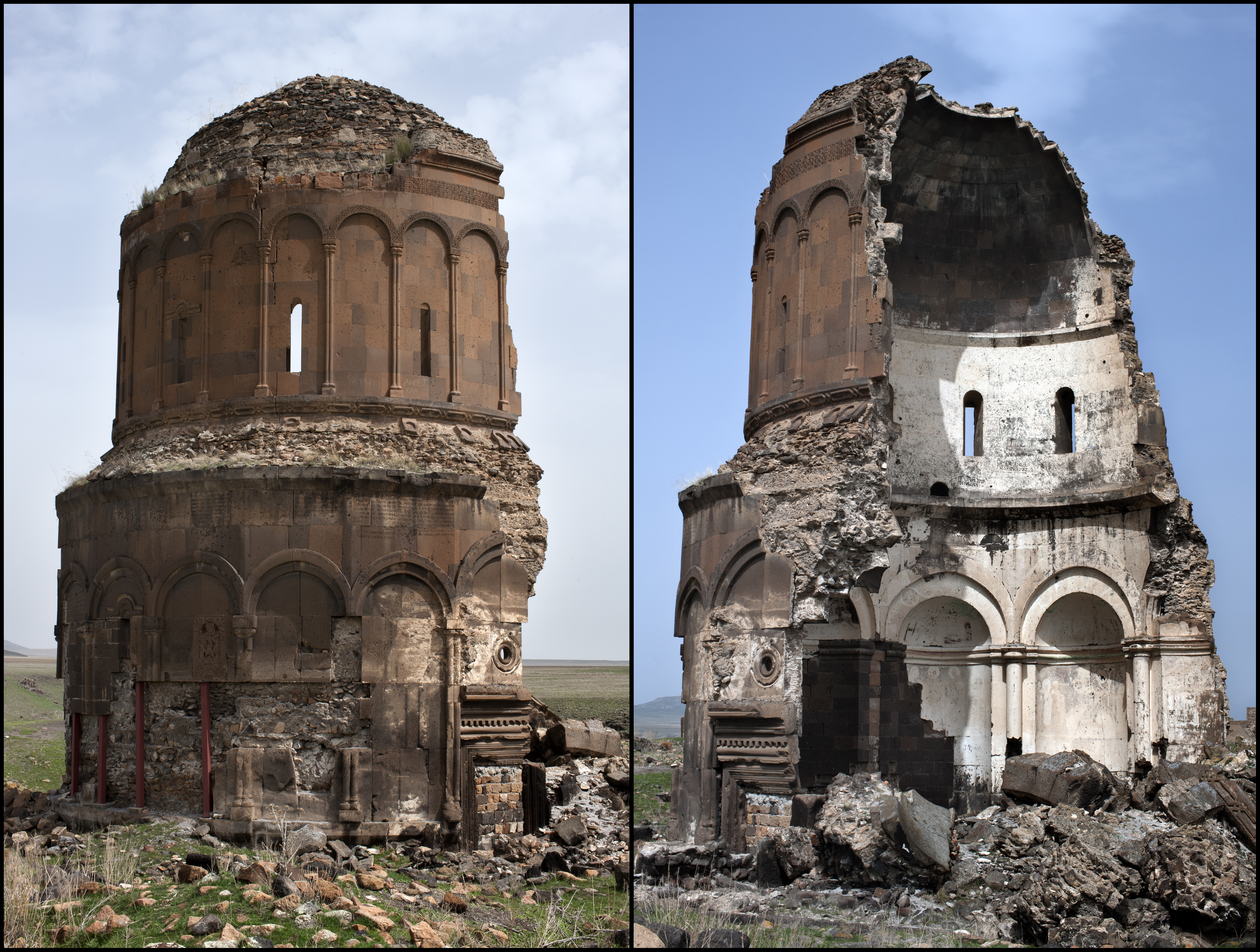
圣赎世主教堂

此堂于公元1035年后不久竣工，承王子阿卜勒加里布·巴列维德（英語：Ablgharib Pahlavid）之命建造，以存放真十字架之一碎片。其设计独特，外墙为十九边形，内部有八座半圆形后殿（apse），正中巨大穹顶坐于高耸之鼓座上。直到1955年此堂大部皆完好，惟是年遭遇暴风，东半部全部坍塌。

### 阿布加姆兰茨之圣格列高利教堂
此堂规模较小，大致推定其建于10世纪晚期，建作帕赫拉武尼家族之私家礼拜堂。此家之陵寝建于1040年，正对此堂北侧，今仅余地基。教堂采集中式布局，有鼓座，上覆穹顶，堂内有六个半圆座阁。

### 加吉克王之圣格列高利教堂
此堂又称「加吉卡先」（Գագիկաշեն），建于公元1001年至1005年间，设计者为建筑师梯里达底。瓦加尔沙帕特有兹瓦尔特诺茨主教座堂声名远扬，而此堂即意欲再造之。梯里达底之设计于体量及规划上皆紧密参照兹瓦尔特诺茨主教座堂，是具一四叶式核心，而围以环形回廊。于此引人注目之建筑者，尼古拉·马尔于1905年至1906年间将其地基发掘见光，此前教堂所在放眼得见不过一巨大土丘而已。今人已知此堂建成后相较而言未经甚久即坍塌，其后废墟顶上建起房舍。

### 圣使徒教堂
此堂建造时期未明，然其墙上最早之有日期的铭文记于1031年。其由帕赫拉武尼家族始建，阿尼大主教使用之，此神职人员多有出自帕赫拉武尼家者。其设计属于其能称为「内含四叶而隅有小室」之种类者。教堂仅余残迹，惟有一拜廊其装饰华丽而建于教堂南侧者尚有部分未毁，其年代定于13世纪早期。环绕教堂本有大量其他墙壁、礼拜堂及宗教殿宇，马尔于1909年曾发掘出其等之地基，然今多被毁。

### 马努奇赫尔清真寺

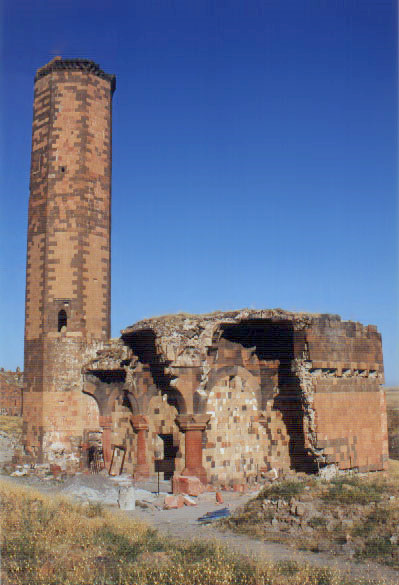
清真寺西面观

是即前文提到之「梅尼奇赫尔清真寺」，其命名取自所推定之建造者，即沙达德王朝之开创者马努奇赫尔·伊本·沙武尔，其王朝自1072年后统治阿尼。清真寺所存最古之部分为其叫拜楼，至今未损；其北面高处有阿拉伯文「毕斯米拉」，以库法体题写，其意为「诵真主之名」。穆萨拉今存留一半，推其年代建于稍晚时期（12或13世纪）。1906年此寺部分得到修缮以辟为公共博物馆用，藏入尼古拉·马尔考古期间所得文物。对此寺之修复于2020年6月开始。

### 城塞
阿尼城之南缘有一平顶山丘，人曾称其为「米季纳别尔德」（Midjnaberd，意为「内堡」）。其自有防御城垣，考其年代早至卡姆萨拉坎王朝统治阿尼之日，时则为7世纪。1908年至1909年间，尼古拉·马尔将城塞之丘发掘出土。其人掘出巴格拉提德列王之大片宫室，踞于山丘之最高处。城塞之内尚有目所能及的教堂遗址三处、无法辨认的建筑物若干。其教堂中有一称为「宫殿教堂」者，是为阿尼现存最古老的教堂，其年代在6世纪或7世纪。当年为此堂马尔曾加以紧急修复，惟今日多半坍塌，盖为1966年一场地震中之事。

### 城墙
有城墙围绕全城一圈，屏御阿尼。其城防最强固者沿城北侧建造，唯有其侧既无河流又无河谷可恃。此处阿尼城建造双层城垣以防御，内墙远高于外墙，其上有半圆形塔楼，数量庞大、相距紧密，嵌于城墙。当时之编年史家记载，斯姆巴特王（977年－989年在位）建此套城垣。其后之统治者更将斯姆巴特之城墙加高增厚、再添塔楼，以此加固之。12世纪至13世纪之亚美尼亚文铭文显示其有私人个体出资以建某些新塔之事。北城垣有城门三座，其一称狮门，其一称卡尔斯门，其一称德温门（又以棋盘门称，以其门上方有红黑方石所构成镶嵌之故）。

### 其他古迹
此外阿尼城尚有许多较小古迹。其中有女修道院，人称「里普西梅诸童贞女礼拜堂」；有单拱桥遗迹，曾横跨阿胡良河；有又一清真寺之残迹，其叫拜楼已倾圮；有其他若干宫殿及较小住房等之地基……诸如此类。

### 洞窟村
自阿尼直出城外，有聚居区开凿崖壁而建。往昔其用途多样，有部分直至20世纪初人烟尚在。今日，有群羊牧于洞内。

## 图集

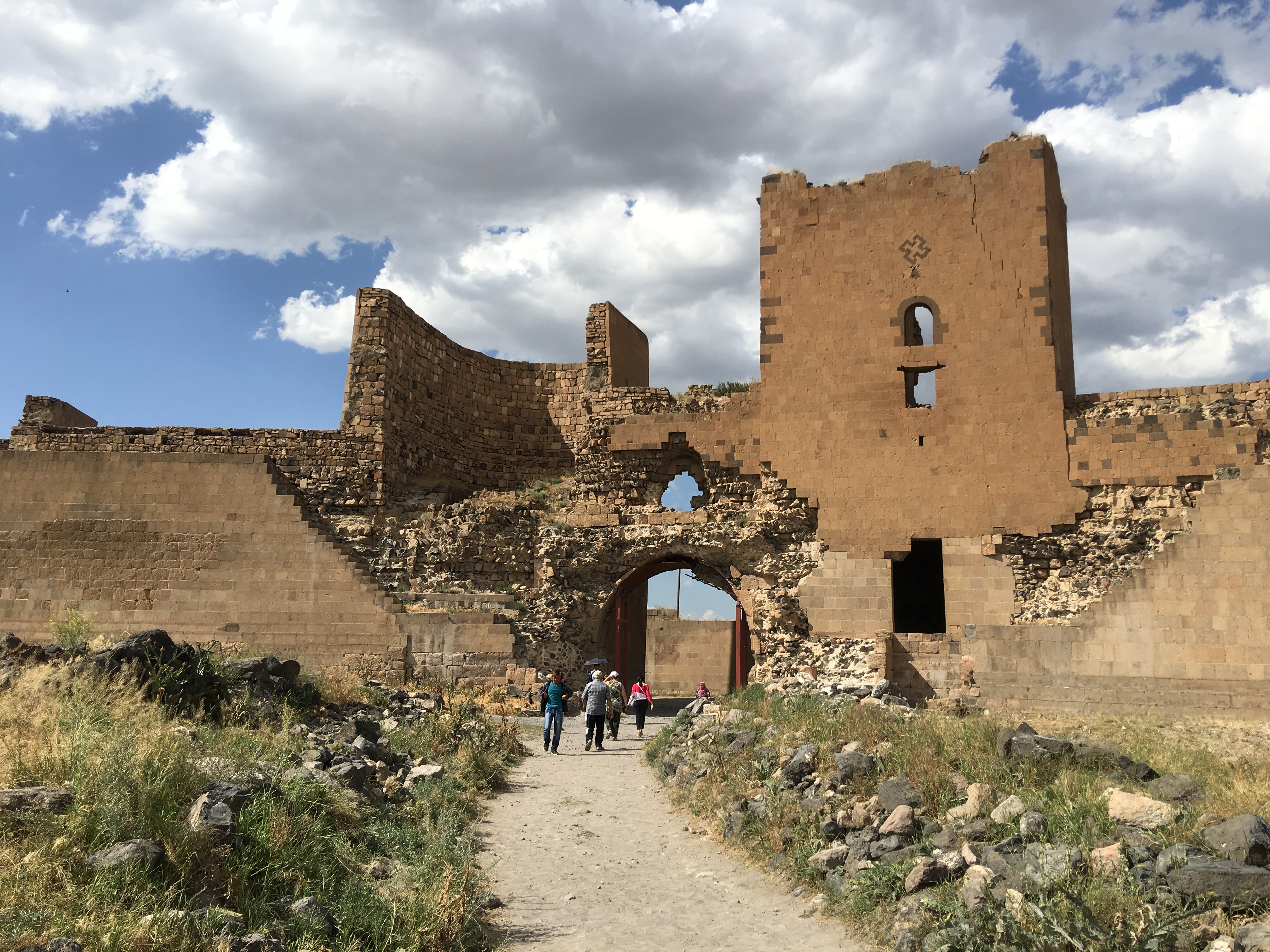
阿尼古城
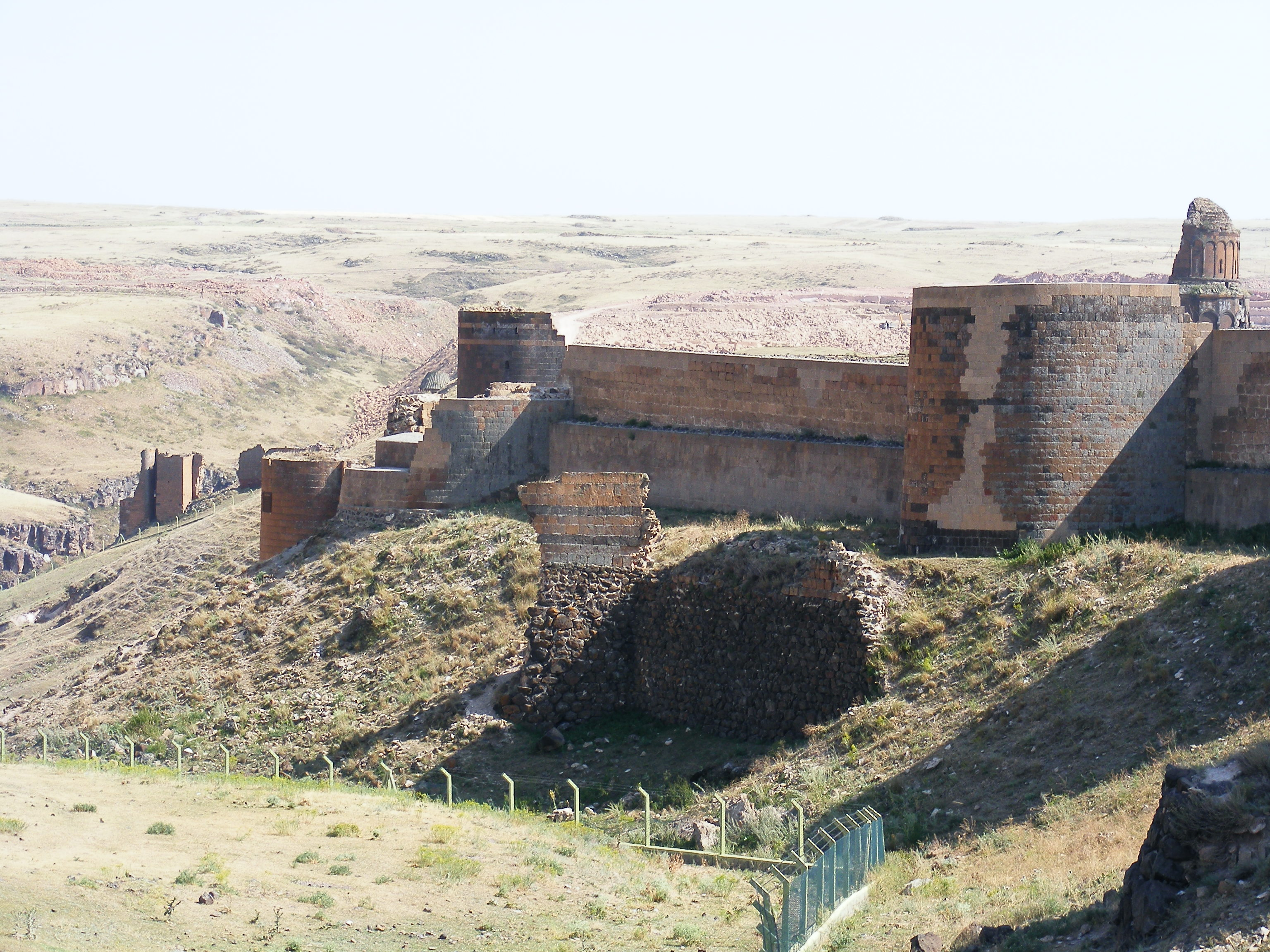
阿尼城墙
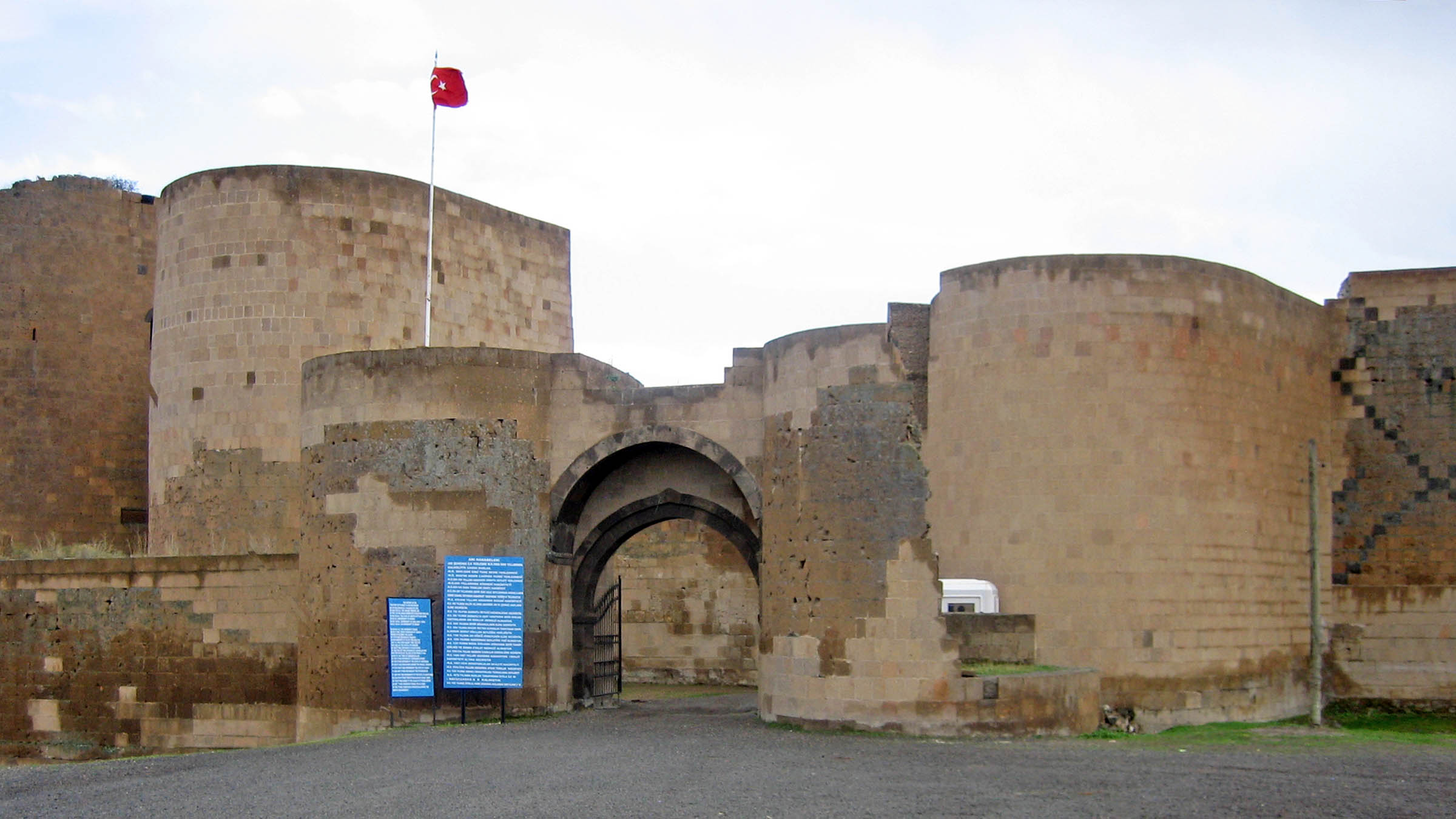
阿尼北入口
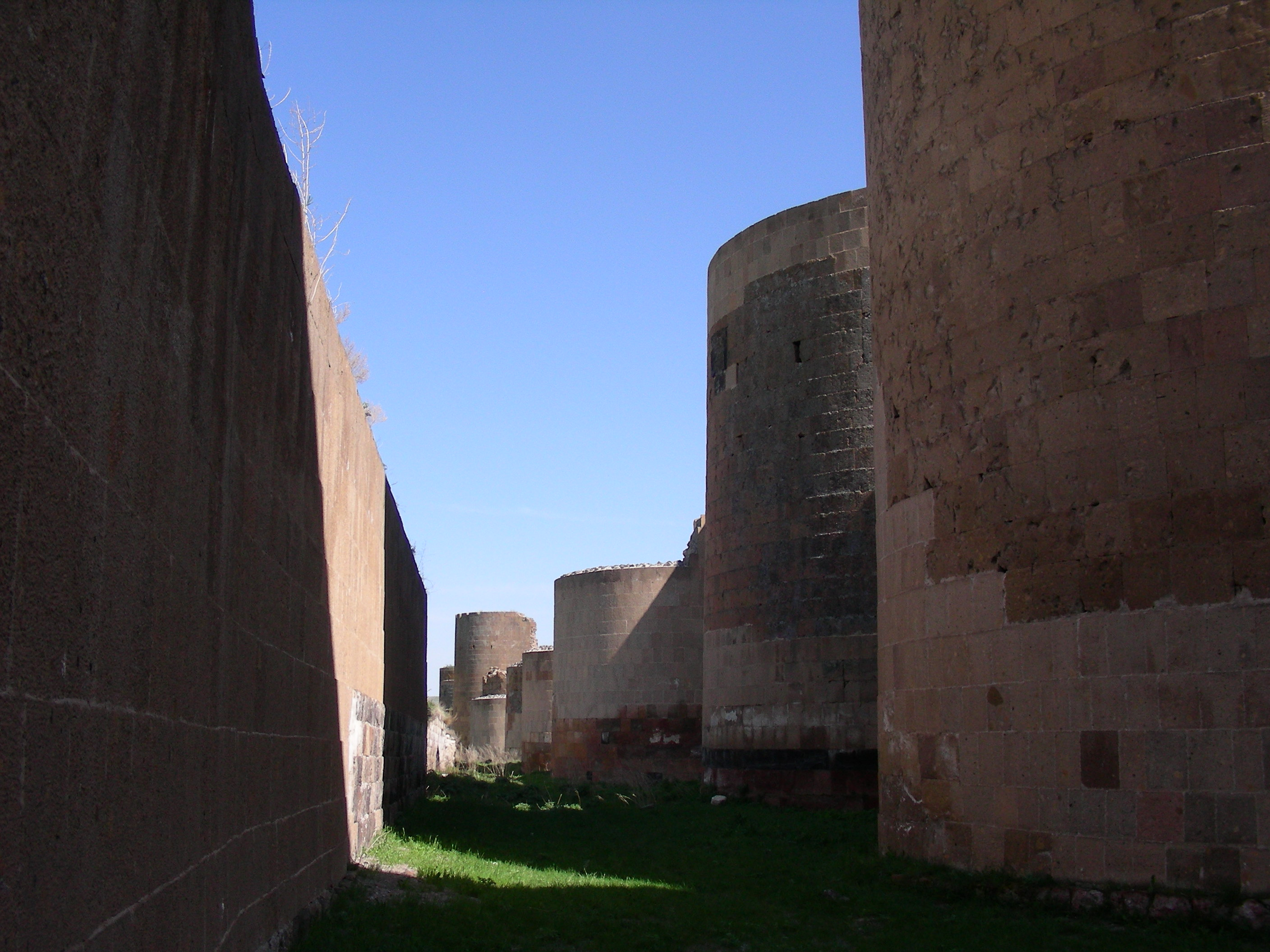
阿尼城墙
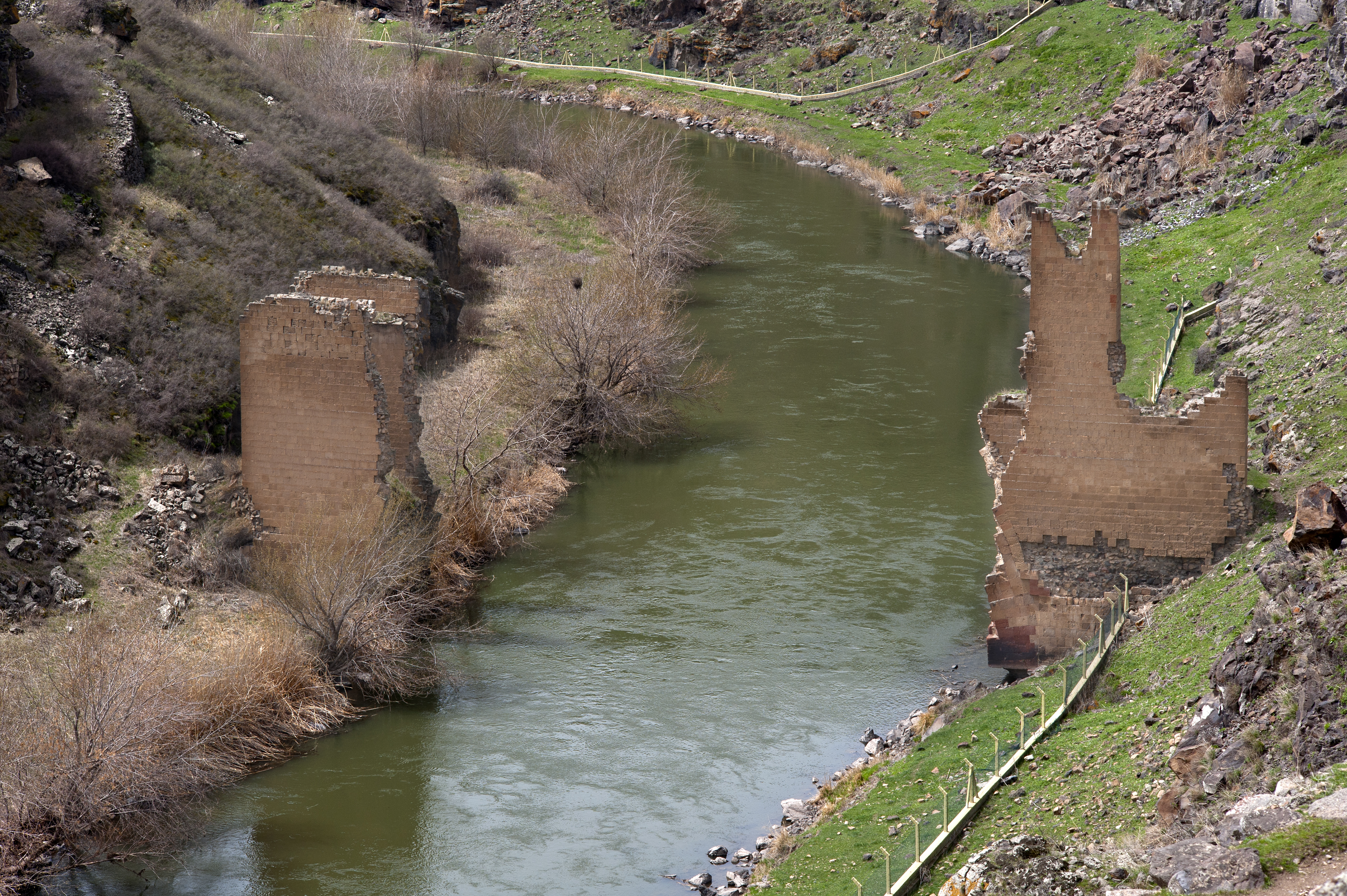
自西面观桥之遗址，图中河为阿胡良河
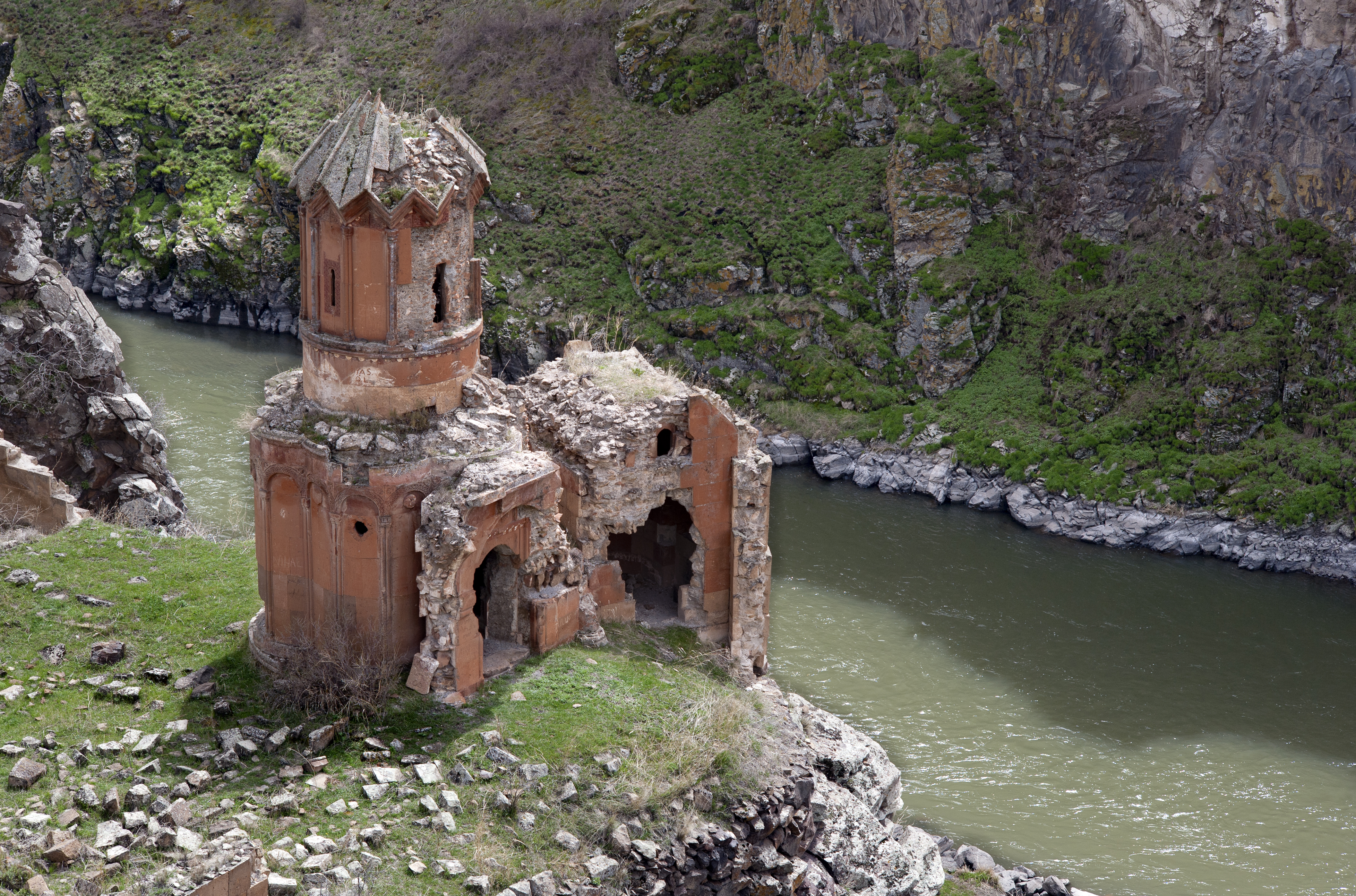
里普西梅诸童贞女修道院中之礼拜堂
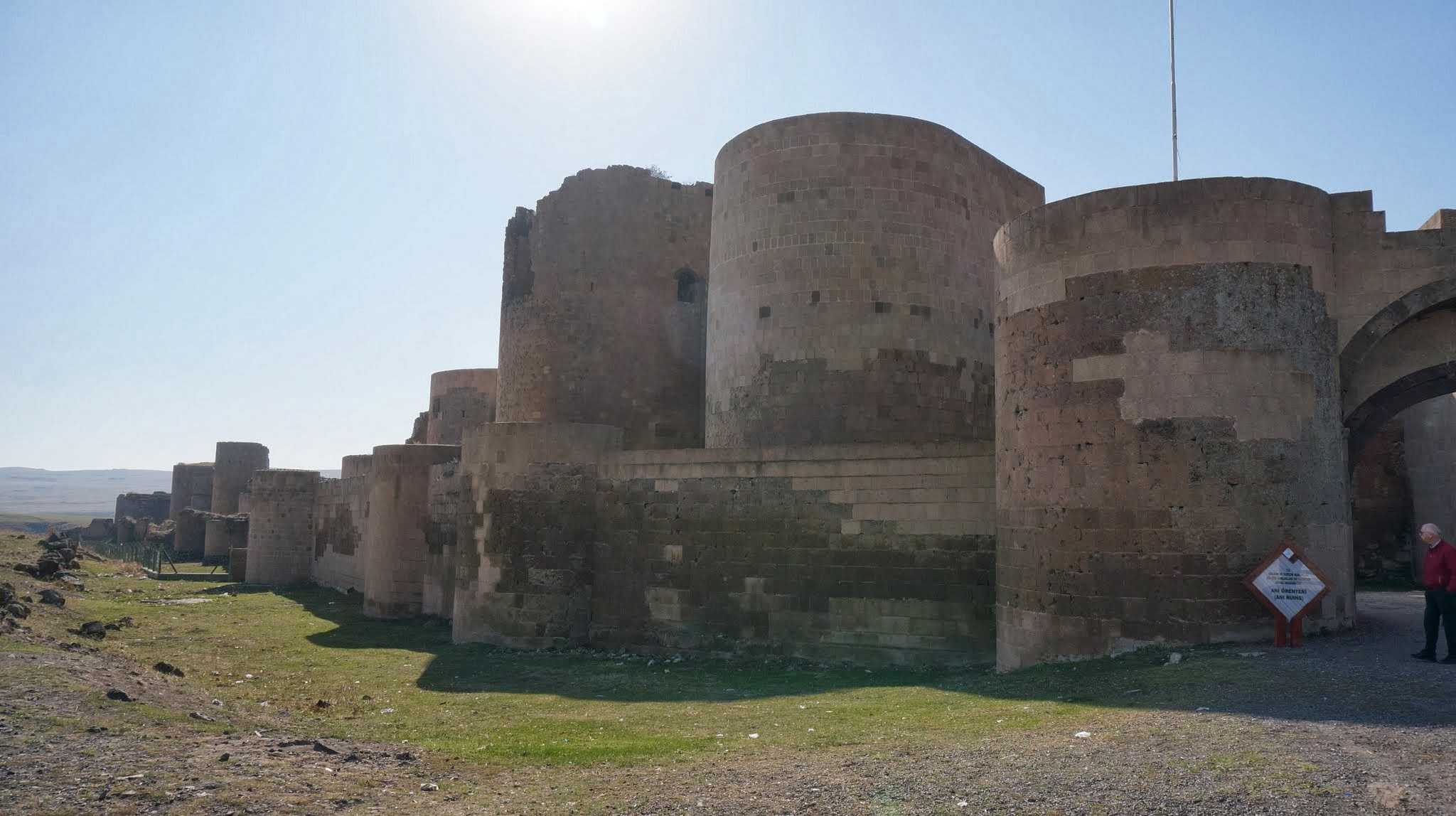
阿尼城墙
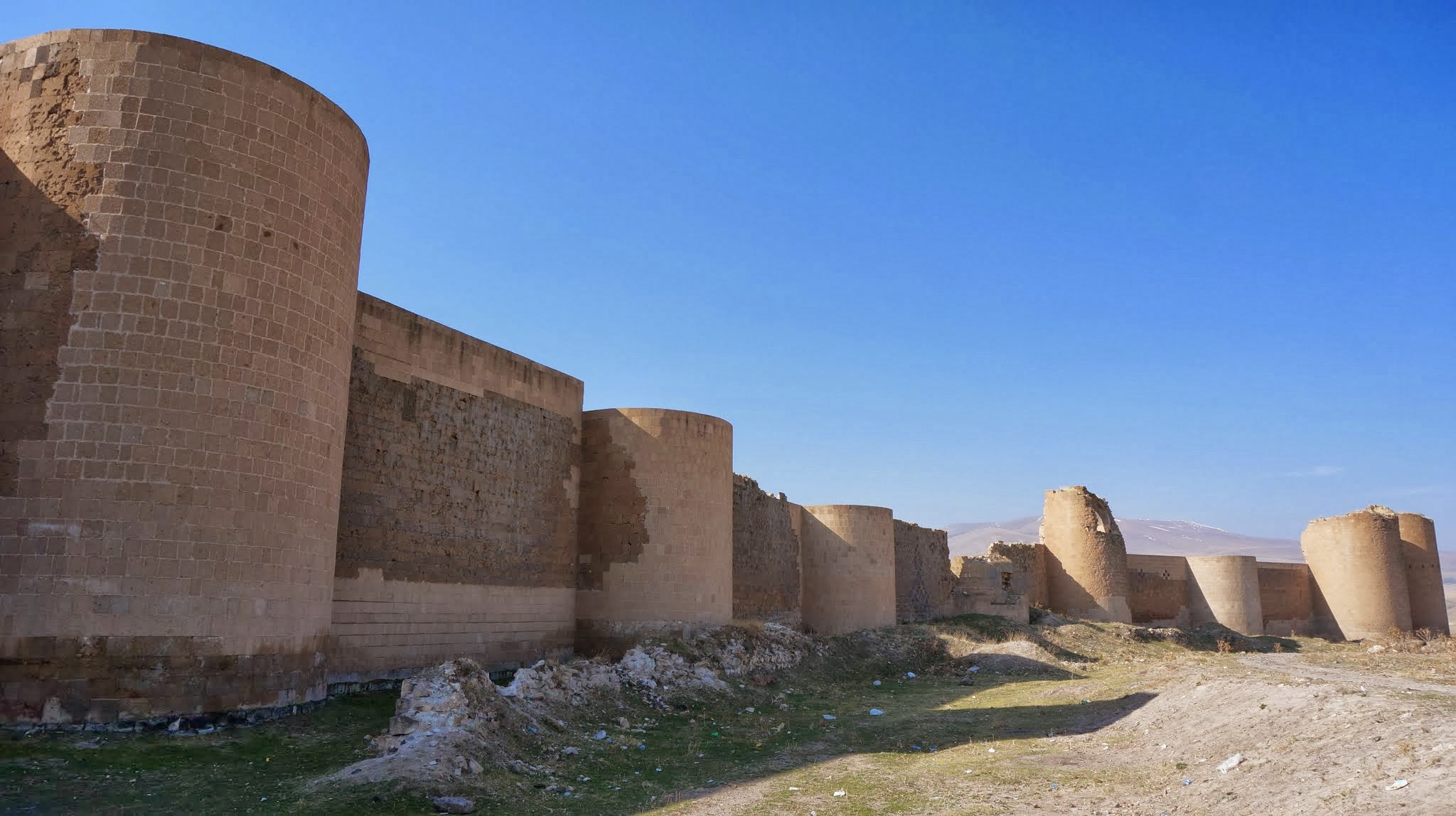
阿尼城墙
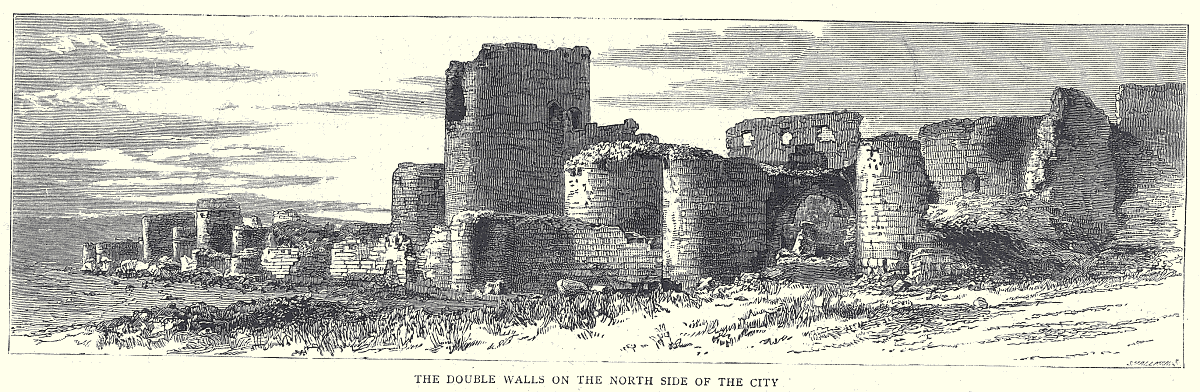
1885年所作铜版画，示阿尼城墙
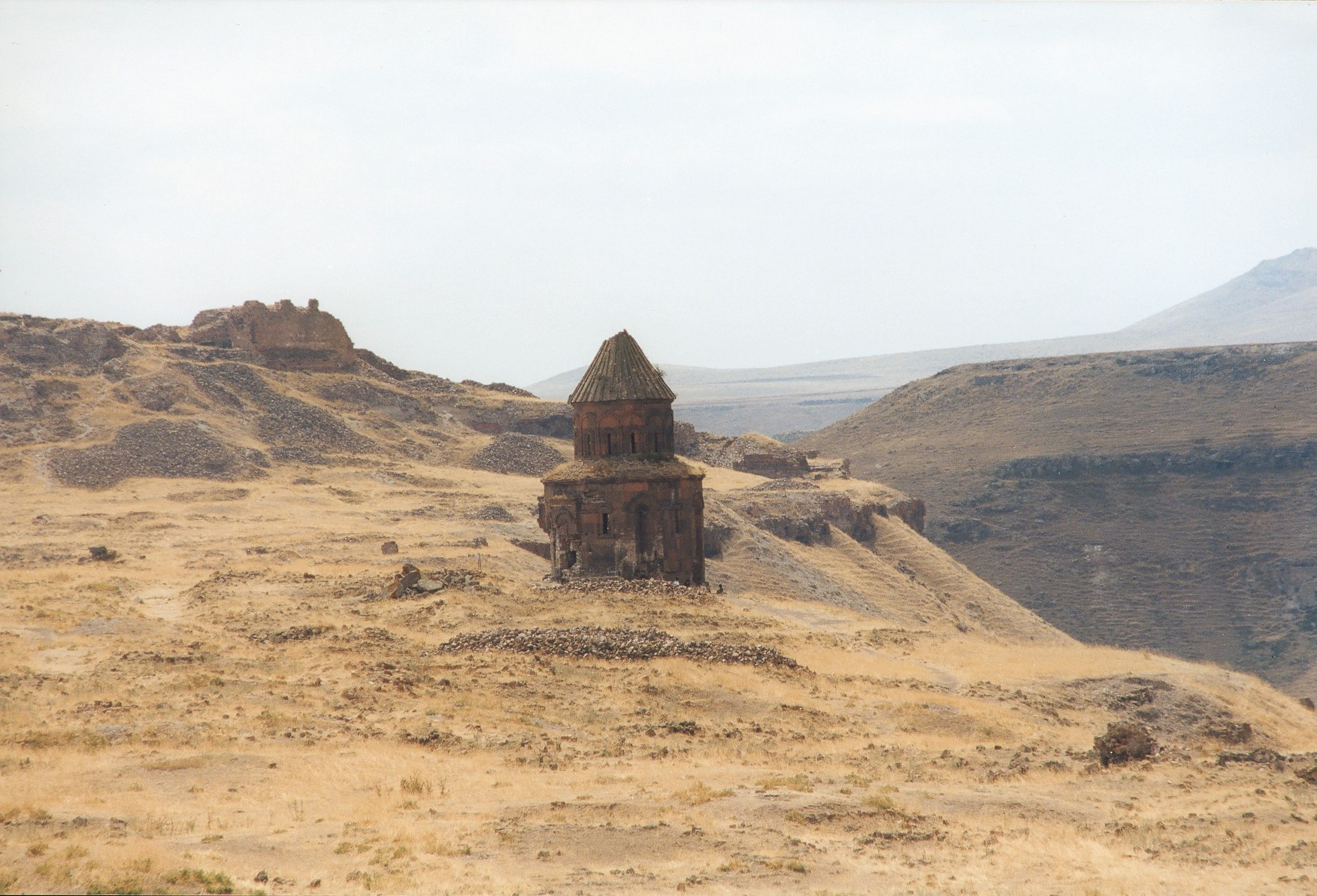
阿布加姆兰茨之圣格列高利教堂，其背景为城塞
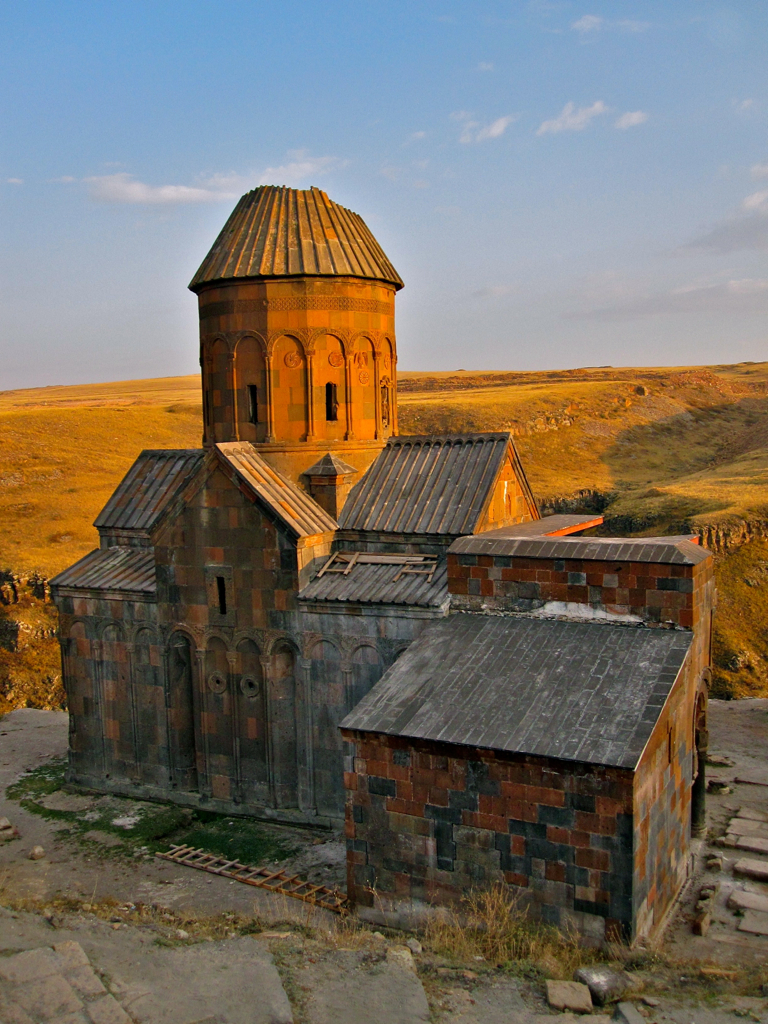
提格兰·霍年茨之圣格列高利教堂

## 文化中之阿尼
亚美尼亚人为女性起名时，「阿尼」之名极受欢迎。
多有歌诗写作，叙说阿尼城及其旧日之荣光。其中有《让我在死前得见阿尼》（Տեսնեմ Անին ու նոր մեռնեմ），为亚美尼亚诗人奥瓦涅斯·希拉兹所作名诗，由亚美尼亚裔土耳其人坚克·塔什坎（Cenk Taşkan）谱曲成歌。亚美尼亚音乐家阿拉·格沃尔吉扬（Արա Գևորգյան）于1999年推出亚美尼亚民乐专辑，其标题为《阿尼》。
土耳其小众香水品牌妮珊（Nishane）及调香师塞西勒·扎罗基扬（Cecile Zarokian）于2019年调制出浓香精（extrait de parfum）献与阿尼城，起名「阿尼」，其于香水圈中多获赞誉。香水附赠有图，其中主体为阿尼诸多教堂中之一座。

## 参看
- 阿尼安保篱
- 统治阿尼的国王列表
- 土耳其世界遗产列表

### 文内引注
1. ↑  注意勿与宾比尔基利塞（字面意思为「一千零一座教堂」）混淆，其城位于今日土耳其卡拉曼附近。
2. ↑  ，古罗马建筑中所出现之一种半圆形凹进的部分，中有坐凳，可供谈话。

## 著述

### 总论
- Panossian, Razmik. . New York: Columbia University Press. 2006. ISBN 9780231139267.

### 专论
- Watenpaugh, Heghnar Zeitlian. . Journal of the Society of Architectural Historians. 2014, 73 (4): 528–555  [2022-08-23]. JSTOR 10.1525/jsah.2014.73.4.528. doi:10.1525/jsah.2014.73.4.528. （原始内容存档于2016-10-05）.

## 延伸阅读
- Augé, I.; Baladian, A. T.; Dangles, P. . Paris: AIBL. 2020: 364  [2022-08-23]. （原始内容存档于2022-06-14）.
- Brosset, Marie-Félicité. . St Petersburg: Imperial Science Academy. 1860–1861 （法语）.
- Cowe, S. Peter. . Sterling, Virginia: Peeters. 2001.
- Hakobyan, Tadevos.   [The History of Ani, from Ancient Times until 1045]. Yerevan State University Press. 1980 （亚美尼亚语）.
- Hakobyan, Tadevos.   [The History of Ani, from 1045 until its Collapse and Desolation]. Yerevan State University Press. 1982 （亚美尼亚语）.
- Kevorkian, Raymond. . 2001 （法语）.
- Lynch, H.F.B. . London: Longmans. 1901.
- Marr, Nicolas Yacovlevich. . Paris: Anagramme Editions. 2001 （法语）.
- Maranci, Christina. . Leuven: Peeters. 2001.
- Minorsky, Vladimir. . London: Taylor's Foreign Press. 1953.
- Paolo, Cuneo. . Milan: Edizioni Ares. 1984.
- Kalantar, Ashkharbek. . Recherches et Publications. 1994. ISBN 978-2-940032-01-3.
- Sinclair, Thomas Allen. . London: Pindar Press. 1987.